# Bab edh-Dhra

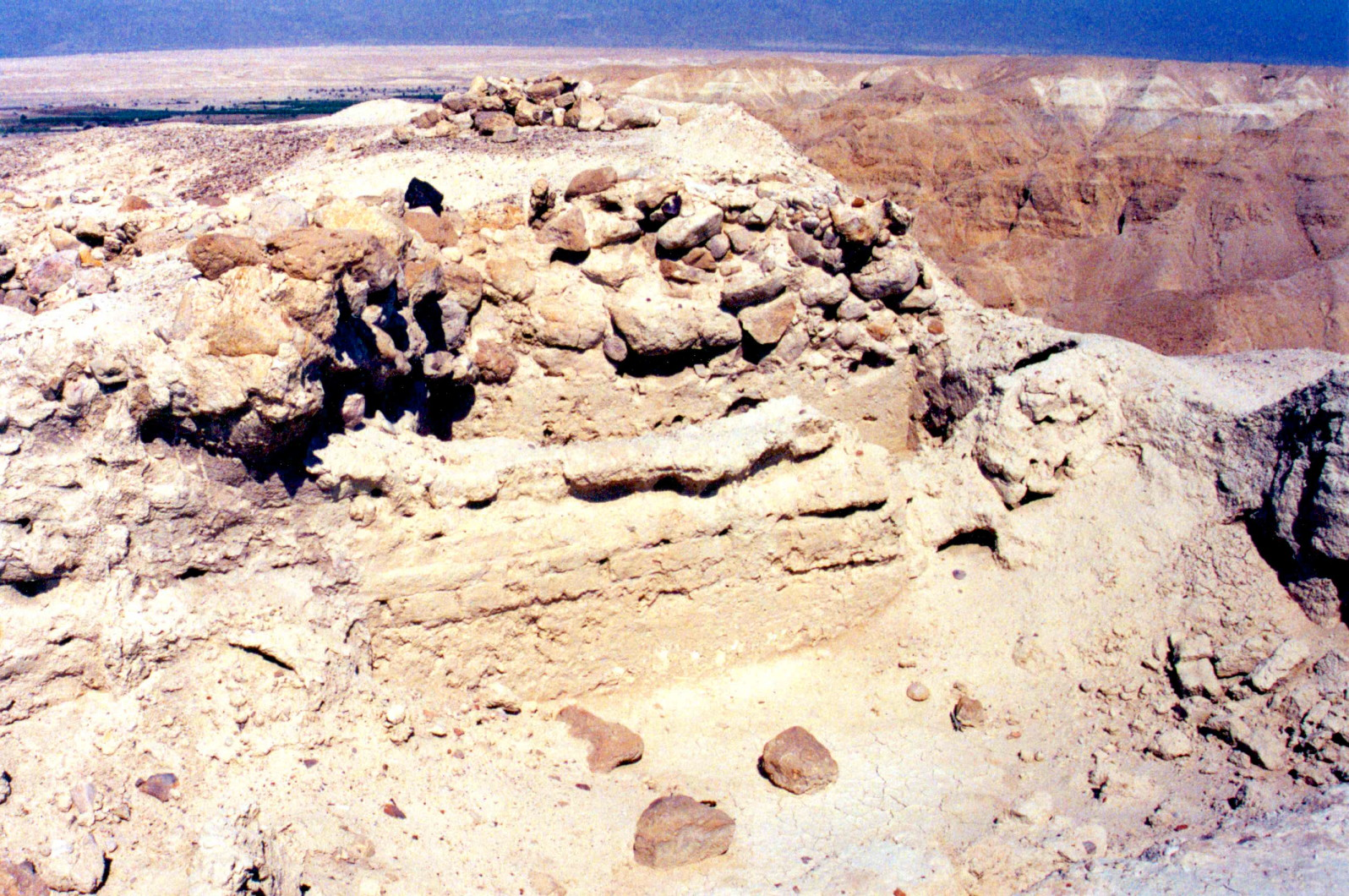
Bab edh-Dhra

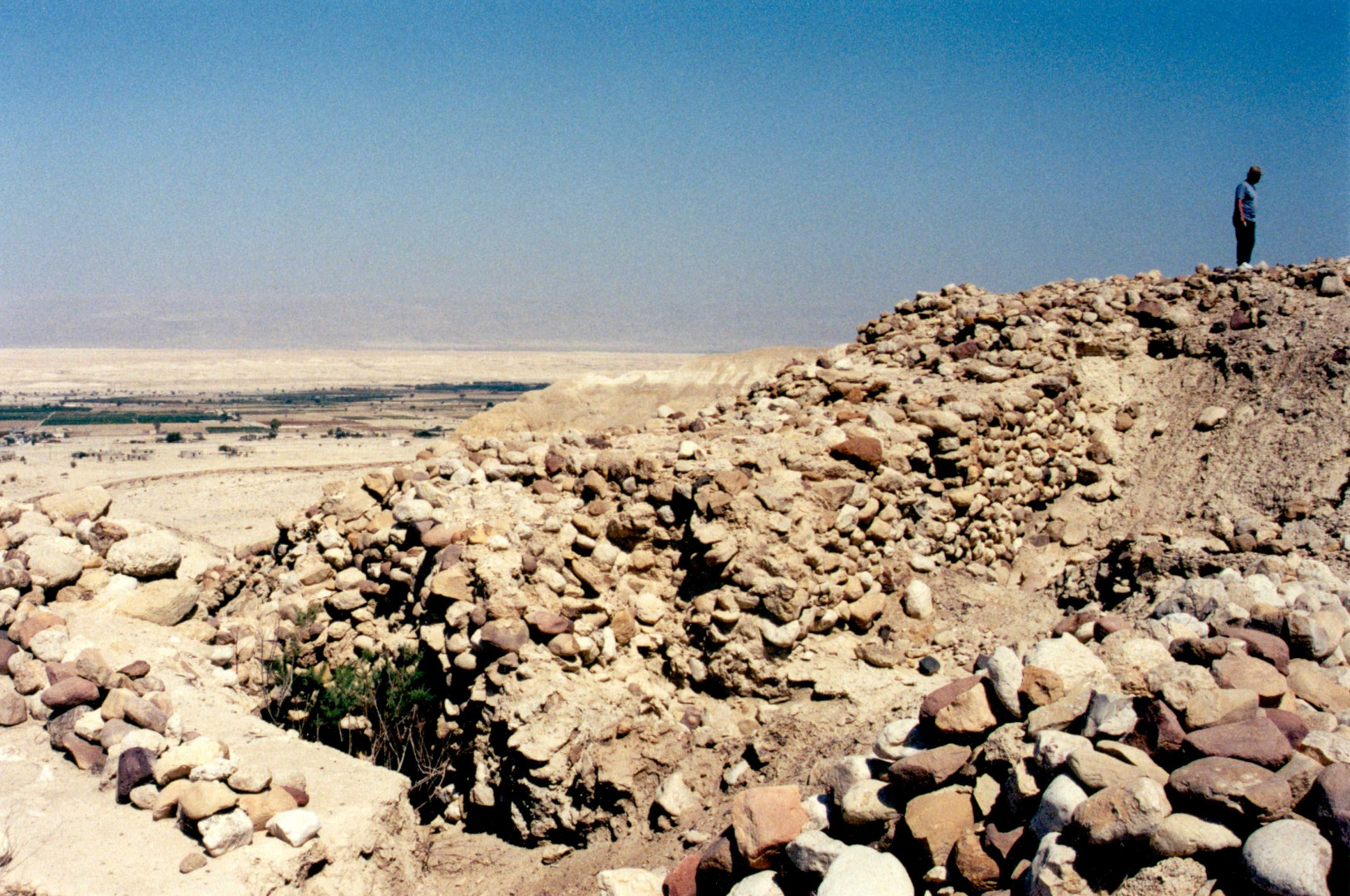
Zachodnia część Bab edh-Dhra

Bab edh-Dhra – stanowisko archeologiczne w pobliżu Morza Martwego, zawierające pozostałości miasta z epoki brązu.
Jest to prawdopodobne miejsce położenia biblijnej Sodomy. Na tym obszarze znajdują się złoża bituminów i ropy naftowej, zawierające siarkę i gaz ziemny, którego wyziew i zapłon mógł spowodować zniszczenie miasta.